# Nimbus libéré
Pour plus de détails, voir Fiche technique et Distribution.
Nimbus libéré est un court métrage animé de propagande français, réalisé par Raymond Jeannin en 1944, sur commande des autorités d'occupation allemandes. Mettant en scène le professeur Nimbus et plusieurs personnages américains populaires (Mickey Mouse, Popeye, Donald Duck, etc.), il dénonce les bombardements alliés et participe à la propagande nazie, notamment via des caricatures antisémites.

## Résumé
Le film s'ouvre sur un scène de théâtre, sur laquelle une pin-up, posant devant le drapeau américain, découvre les personnages du film : le professeur Nimbus et les personnages américains Mickey Mouse, Popeye, Donald Duck, Dingo et Félix le Chat. Le film commence réellement par une vue d'une campagne française en pleine nuit, sous la Lune.
Le professeur Nimbus écoute la radio dans sa maison, d'abord Radio-Paris, puis Radio Londres. Le speaker de la BBC, représenté par un stéréotype juif, annonce l'arrivée à venir des forces alliées en France. Plusieurs bombardiers américains survolent ensuite la France, avec à leur bord Mickey Mouse, Popeye, Donald Duck, Dingo et Félix le Chat. Leurs pilotes discutent entre eux tout en préparant les bombes qu'ils s'apprêtent à larguer.
Tandis que l'animateur de la BBC continue à parler, Nimbus et sa famille semblent se réjouir de l'arrivée des Alliés, listant les produits auxquels ils auront accès sans restriction — cigarettes, café, chocolat, etc.. Cependant, une bombe les tue en tombant sur leur maison, qui se retrouve en ruines. Une allégorie de la mort flotte au-dessus de la scène, tandis que le poste de radio, encore intact dans les ruines, clame que l'émission est terminée.

## Fiche technique
- Titre original : Nimbus libéré
- Réalisation : Raymond Jeannin[1]
- Pays de production :  État français
- Format : noir et blanc — 35 mm[1]
- Genre : propagande
- Dates de sortie :
  -  France : mars 1944
- Durée : 2 min 37 s

## Histoire du film et postérité
Le film est produit en 1944 sous la direction de Raymond Jeannin, sur commande des autorités d'occupation allemandes. Il sort très rapidement, en mars 1944, quelques mois avant la libération de la France. Après 1944, Jeannin est brièvement arrêté mais jamais poursuivi. Il prétend avoir agi sous la contrainte de l'occupant et avoir tenté de diminuer délibérément l'impact du film en rendant les personnages américains plus sympathiques. Il ne réalise toutefois plus aucun film par la suite.
Disparu à la Libération, le court métrage animé est retrouvé et inclus dans le film L'Œil de Vichy de Claude Chabrol, sorti en 1993.
Sa diffusion est interdite car il contient des personnages américains toujours protégés par le droit d'auteur, utilisés sans autorisation par les producteurs. Une version plus courte est cependant mise en ligne sans autorisation sur YouTube. En 2005, Serge Bromberg, dirigeant de Lobster Films, décide de restaurer le film d'origine et la société sort une version complète du film d'origine, longue de 2 min 44 s.

## Analyse
Le film, commandé par les autorités d'occupation allemandes, est projeté dans les salles de cinéma de la France occupée à partir de mars 1944, dans le cadre des projections obligatoires d'« actualités cinématographiques »,. Il participe à la propagande antigaulliste, antiaméricaine et antisémite,.
Le film met en scène comme personnage principal le professeur Nimbus, un personnage de comic strip humoristique, créé en 1934 par André Daix et qui apparaîtra au cours du XXe siècle dans plusieurs milliers d'histoires. Des personnages populaires de bande dessinée américaine, tels que Popeye, Mickey Mouse, Dingo et Donald Duck sont également représentés. Ils sont dépeints sous un jour négatif, Popeye étant montré comme alcoolique et jaloux, Dingo comme déprimé, Mickey comme incapable de renconnaître la France sur une carte et Donald comme indifférent du sort des civils qu'ils bombardent,.
Le personnage du speaker de Radio Londres, animateur de « Les Français parlent aux Français » est notamment une caricature antisémite ; il est représenté avec le stéréotype du nez juif, un accent marqué et une expression malveillante. Le message que le film veut ainsi faire passer est que la France libre du général de Gaulle est en fait contrôlée par les Juifs.
La maison à la campagne représentée au début du film peut en outre être vue comme un symbole du modèle défendu par le régime de Vichy, prônant la vie familiale à la campagne. En parallèle, la première émission radiophonique écoutée par Nimbus, sur Radio-Paris, Au rythme du temps, correspond à un programme collaborationniste présenté par Georges Oltramare, militant et écrivain fasciste suisse.
Selon le site Cinema Crazed, la qualité du court métrage est très médiocre, de même que son impact potentiel : « L'idée qu'un dessin animé puisse convaincre les Français que quatre années sous domination nazie est la meilleure chose qui puisse leur arriver est absurde. ».